# Tournoi de clôture du championnat du Panama de football 2021
Navigation
Tournoi précédent Tournoi suivant
Le Tournoi Clausura 2021 est le vingt-huitième tournoi saisonnier disputé au Panama. C'est cependant la 55e fois que le titre de champion du Panama est remis en jeu.
Le CD Plaza Amador défend son titre face aux onze meilleures équipes du Panama. Le Tauro FC remporte son seizième titre à l'issue d'une finale jouée face au Herrera FC et établit donc un record pour le nombre de titres nationaux, un rang devant le Deportivo Árabe Unido. Le Tauro FC se qualifie également pour la Ligue de la CONCACAF 2022.

## Les douze équipes participantes
Ce tableau présente les douze équipes qualifiées pour disputer le championnat 2021. On y trouve le nom des clubs, le nom des stades dans lesquels ils évoluent ainsi que la capacité et la localisation de ces derniers.
| Équipe                    | Stade                         | Capacité | Ville                |
| Alianza FC                | Camp Luis Ernesto Tapia (es)  | 900      | Ciudad de Panamá     |
| Deportivo Árabe Unido     | Stade Armando Dely Valdes     | 1 221    | Colón                |
| Atlético Chiriquí         | Stade San Cristóbal           | 3 082    | David                |
| Deportivo del Este        | Stade Maracaná                | 5 500    | Ciudad de Panamá     |
| Herrera FC                | Los Milagros                  | 1 000    | Chitré               |
| Independiente La Chorrera | Stade Agustín Sánchez         | 5 500    | La Chorrera          |
| CD Plaza Amador           | Stade Maracaná                | 5 500    | Ciudad de Panamá     |
| San Francisco FC          | Stade Agustín Muquita Sánchez | 3 000    | La Chorrera          |
| Sporting San Miguelito    | Camp Luis Ernesto Tapia (es)  | 900      | San Miguelito        |
| Tauro FC                  | Stade Rommel Fernández        | 32 000   | Ciudad de Panamá     |
| CD Universitario          | Universitario                 | 3 800    | Penonomé             |
| Veraguas CD               | Complexe d'Atalaya            | 900      | Santiago de Veraguas |

| \| Ciudad de Panamá : Alianza del Este Plaza Amador Tauro Ciudad de Panamá Árabe Unido San Francisco La Chorrera San Miguelito Chiriquí Universitario Herrera Veraguas \| Localisation des clubs. |
| Ciudad de Panamá : Alianza del Este Plaza Amador Tauro Ciudad de Panamá Árabe Unido San Francisco La Chorrera San Miguelito Chiriquí Universitario Herrera Veraguas                               |

## Compétition
Le tournoi Clausura se déroule en deux phases :
- La phase de qualification : les seize journées de championnat.
- La phase finale : les quarts de finale à la finale.

### Phase de qualification
Lors de la phase de qualification, deux groupes distincts sont formés. Chaque équipe affrontent à deux reprises celles de son groupe et une seule fois celles du groupe opposé selon un calendrier tiré aléatoirement. La meilleure équipe de chaque groupe est directement qualifiée pour la demi-finale de la phase finale tandis que les équipes classées deuxième et troisième se rendent en quarts de finale.
Le classement est établi sur le barème de points classique (victoire à 3 points, match nul à 1, défaite à 0).
Le départage final se fait selon les critères suivants :
- Le nombre de points.
- La différence de buts générale.
- La différence de buts particulière.
- Le nombre de buts marqués.

#### Classements
| Rang | Équipe                 | Pts | J  | G | N  | P | Bp | Bc | Diff |
| ---- | ---------------------- | --- | -- | - | -- | - | -- | -- | ---- |
| 1    | Tauro FC               | 32  | 16 | 9 | 5  | 2 | 19 | 9  | +10  |
| 2    | CD Plaza Amador T      | 25  | 16 | 6 | 7  | 3 | 19 | 10 | +9   |
| 3    | Alianza FC             | 25  | 16 | 7 | 4  | 5 | 13 | 12 | +1   |
| 4    | Deportivo del Este     | 22  | 16 | 4 | 10 | 2 | 15 | 11 | +4   |
| 5    | Deportivo Árabe Unido  | 21  | 16 | 5 | 6  | 5 | 12 | 12 | 0    |
| 6    | Sporting San Miguelito | 15  | 16 | 3 | 6  | 7 | 10 | 17 | -7   |

| Rang | Équipe                    | Pts | J  | G | N | P | Bp | Bc | Diff |
| ---- | ------------------------- | --- | -- | - | - | - | -- | -- | ---- |
| 1    | Herrera FC P              | 24  | 16 | 5 | 9 | 2 | 20 | 16 | +4   |
| 2    | Independiente La Chorrera | 24  | 16 | 6 | 6 | 4 | 19 | 16 | +3   |
| 3    | Veraguas CD P             | 19  | 16 | 5 | 4 | 7 | 12 | 18 | -6   |
| 4    | CD Universitario          | 17  | 16 | 5 | 2 | 9 | 15 | 20 | -5   |
| 5    | Atlético Chiriquí         | 15  | 16 | 3 | 6 | 7 | 12 | 17 | -5   |
| 6    | San Francisco FC          | 14  | 16 | 3 | 5 | 8 | 10 | 18 | -8   |

### Phase finale
Les six équipes qualifiées sont réparties dans le tableau final d'après leur classement général, le deuxième affrontant lors des demi-finales le vainqueur du quart opposant le quatrième au cinquième et le premier affrontant le vainqueur du quart opposant le troisième au sixième.
En cas d'égalité sur la somme des deux matchs, les deux équipes sont dans un premier temps départagées par la règle des buts marqués à l'extérieur puis par leur classement général si cela est nécessaire, sauf lors de la finale où des prolongations puis une séance de tirs au but ont éventuellement lieu.

#### Tableau
|  | Quarts de finale             | Quarts de finale             | Quarts de finale | Quarts de finale |             |             | Demi-finales | Demi-finales | Demi-finales | Demi-finales |  |  | Finale | Finale | Finale | Finale |
|  |                              |                              |                  |                  |             |             |              |              |              |              |  |  |        |        |        |        |
|  |                              |                              |                  |                  |             |             |              |              |              |              |  |  |        |        |        |        |
|  |                              |                              |                  |                  |             |             |              |              |              |              |  |  |        |        |        |        |
|  |                              |                              |                  |                  |             |             |              |              |              |              |  |  |        |        |        |        |
|  |                              |                              |                  |                  |             |             |              |              |              |              |  |  |        |        |        |        |
|  |                              |                              |                  |                  |             |             |              |              |              |              |  |  |        |        |        |        |
|  | 1A Tauro FC                  | 1A Tauro FC                  | 0                | 1                |             |             |              |              |              |              |  |  |        |        |        |        |
|  | 1A Tauro FC                  | 1A Tauro FC                  | 0                | 1                |             |             |              |              |              |              |  |  |        |        |        |        |
|  |                              |                              | 3A Alianza FC    | 3A Alianza FC    | 0           | 0           |              |              |              |              |  |  |        |        |        |        |
|  | 2B Independiente La Chorrera | 2B Independiente La Chorrera | 3A Alianza FC    | 3A Alianza FC    | 0           | 0           | 1            | 1            |              |              |  |  |        |        |        |        |
|  | 2B Independiente La Chorrera | 2B Independiente La Chorrera |                  |                  |             |             |              | 1            |              |              |  |  |        |        |        |        |
|  | 3A Alianza FC                | 3A Alianza FC                | 3                | 3                |             |             |              |              |              |              |  |  |        |        |        |        |
|  | 3A Alianza FC                | 3A Alianza FC                | 3                | 3                | 1A Tauro FC | 1A Tauro FC | 3            | 3            |              |              |  |  |        |        |        |        |
|  |                              |                              |                  |                  | 1A Tauro FC | 1A Tauro FC | 3            | 3            |              |              |  |  |        |        |        |        |
|  |                              |                              | 1B Herrera FC    | 1B Herrera FC    | 0           | 0           |              |              |              |              |  |  |        |        |        |        |
|  |                              |                              |                  |                  | 0           | 0           |              |              |              |              |  |  |        |        |        |        |
|  |                              |                              |                  |                  |             |             |              |              |              |              |  |  |        |        |        |        |
|  |                              |                              |                  |                  |             |             |              |              |              |              |  |  |        |        |        |        |
|  | 1B Herrera FC                | 1B Herrera FC                | 1                | 1                |             |             |              |              |              |              |  |  |        |        |        |        |
|  | 1B Herrera FC                | 1B Herrera FC                | 1                | 1                |             |             |              |              |              |              |  |  |        |        |        |        |
|  |                              |                              | 3B Veraguas CD   | 3B Veraguas CD   | 1           | 0           |              |              |              |              |  |  |        |        |        |        |
|  | 2A CD Plaza Amador           | 2A CD Plaza Amador           | 3B Veraguas CD   | 3B Veraguas CD   | 1           | 0           | 0            | 0            |              |              |  |  |        |        |        |        |
|  | 2A CD Plaza Amador           | 2A CD Plaza Amador           |                  |                  |             |             |              | 0            |              |              |  |  |        |        |        |        |
|  | 3B Veraguas CD               | 3B Veraguas CD               | 1                | 1                |             |             |              |              |              |              |  |  |        |        |        |        |
|  | 3B Veraguas CD               | 3B Veraguas CD               | 1                | 1                |             |             |              |              |              |              |  |  |        |        |        |        |
|  |                              |                              |                  |                  |             |             |              |              |              |              |  |  |        |        |        |        |

#### Quarts de finale
| Équipe                    | Résultat | Équipe      | Commentaire |
| Independiente La Chorrera | 0 - 0    | Alianza FC  |             |
| CD Plaza Amador           | 0 - 1    | Veraguas CD |             |

#### Demi-finales
| Équipe     | Aller | Retour | Équipe      | Commentaire |
| Tauro FC   | 0 - 0 | 1 - 0  | Alianza FC  |             |
| Herrera FC | 1 - 1 | 1 - 0  | Veraguas CD |             |

#### Finale
| 11 décembre 2021 | Tauro FC                 | 3 - 0   | Herrera FC | Stade Rommel Fernández, Ciudad de Panamá |                          |
|                  | Medina 7e · Díaz 48e 87e | (1 - 0) |            | Arbitrage : Jafeth Perea                 | Arbitrage : Jafeth Perea |
|                  | Rapport                  |         |            | Arbitrage : Jafeth Perea                 | Arbitrage : Jafeth Perea |

## Bilan du tournoi
| Tournoi de clôture du championnat de football du Panama 2021 |                      |
| Champion                                                     | Tauro FC (16e titre) |
| Dauphin                                                      | Herrera FC           |
| Qualifications continentales                                 |                      |
| Ligue de la CONCACAF 2022                                    | Tauro FC             |
| Promotions et relégations                                    |                      |
| Promus en Liga Panameña de Fútbol                            | Pas de promu         |
| Relégués en Liga Nacional de Ascenso                         | Pas de relégué       |

## Classement cumulatif
| Rang | Équipe                    | Pts | J  | G  | N  | P  | Bp | Bc | Diff |
| ---- | ------------------------- | --- | -- | -- | -- | -- | -- | -- | ---- |
| 1    | CD Plaza Amador C         | 52  | 32 | 13 | 13 | 6  | 41 | 24 | +17  |
| 2    | Independiente La Chorrera | 51  | 32 | 14 | 9  | 9  | 38 | 31 | +7   |
| 3    | Tauro FC C                | 50  | 32 | 13 | 11 | 8  | 31 | 25 | +6   |
| 4    | Herrera FC P              | 49  | 32 | 12 | 13 | 7  | 40 | 32 | +8   |
| 5    | CD Universitario          | 47  | 32 | 13 | 8  | 11 | 39 | 36 | +3   |
| 6    | Veraguas CD P             | 45  | 32 | 11 | 12 | 9  | 32 | 37 | -5   |
| 7    | Deportivo del Este        | 43  | 32 | 9  | 16 | 7  | 30 | 25 | +5   |
| 8    | Alianza FC                | 39  | 32 | 9  | 12 | 11 | 26 | 29 | -3   |
| 9    | Deportivo Árabe Unido     | 37  | 32 | 8  | 13 | 11 | 27 | 30 | -3   |
| 10   | Sporting San Miguelito    | 36  | 32 | 8  | 12 | 12 | 26 | 37 | -11  |
| 11   | Atlético Chiriquí         | 33  | 32 | 8  | 9  | 15 | 35 | 42 | -7   |
| 12   | San Francisco FC          | 25  | 32 | 5  | 10 | 17 | 25 | 41 | -16  |

| Légende : Qualifications et relégations | Légende : Qualifications et relégations                                   |
| --------------------------------------- | ------------------------------------------------------------------------- |
|                                         | Ligue de la CONCACAF 2022                                                 |
|                                         | Relégué en Liga Nacional de Ascenso                                       |
|                                         | C Vainqueur d'un des deux tournois de la saison P Promu de la saison 2020 |

## Statistiques

### Buteurs
| Rang | Nom          | Équipe      | Buts |
| 1    | Ismael Díaz  | Tauro FC    | 10   |
| 2    | César Medina | Alianza FC  | 8    |
| 3    | Víctor Ávila | Veraguas CD | 5    |